# إخلاء شرق بروسيا

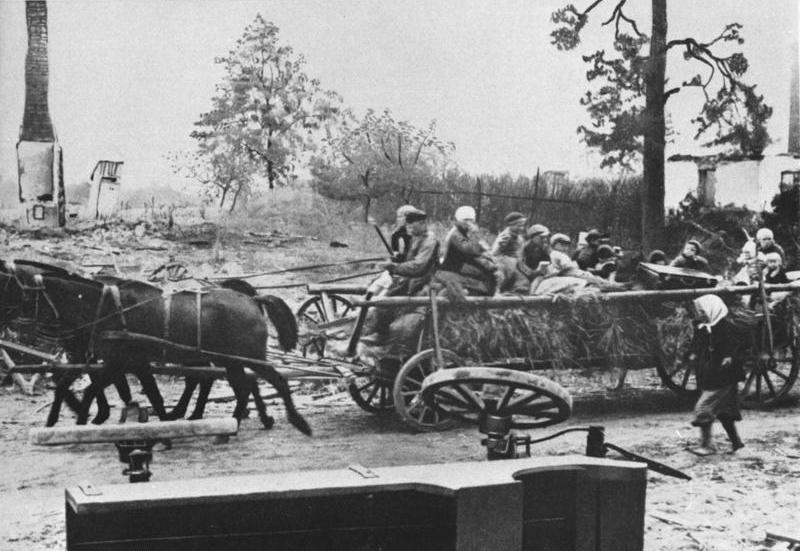
صورة توضيحية

كان إخلاء شرق بروسيا عبارة عن تحرك السكان المدنيين وأفراد الجيش الألمان من شرق بروسيا بين 20 يناير ومارس من عام 1945، والذي نُظم في البدء ونُفذ على يد سلطات الدولة لكنه تحول بسرعة إلى فرار فوضوي من الجيش الأحمر.
لكونها جزءًا من إخلاء المدنيين الألمان قرابة نهاية الحرب العالمية الثانية، لا ينبغي الخلط بين هذه الأحداث وفرار وطرد الألمان من شرق بروسيا الذي أعقب ذلك بعد نهاية الحرب. لم تكن المنطقة التي جرى إخلاؤها جاو بروسيا الشرقية، بل شرق روسيا في فترة ما بين الحربين حيث كان معظم المواطنين يحملون الجنسية الألمانية بالفعل. شارك المواطنون الألمان في كلابيديا وغيرها من المناطق القريبة من شرق بروسيا في الإخلاء، آملين الهرب عبر البحر، على الرغم من أن إخلاءً رسميًا لم يُعلن في مناطقهم.
بُدء الإخلاء، الذي أُجل شهورًا، بسبب الخوف من تقدمات الجيش الأحمر خلال هجوم بروسيا الشرقية. خُطط لبعض أجزاء الإخلاء على أنها ضرورة عسكرية، وكانت عملية حنبعل  أهم عملية عسكرية على صلة بالإخلاء. ومع ذلك، بدأ العديد من اللاجئين مبادراتهم الخاصة بسبب فظائع سوفييتية أُبلغ عنها بحق الألمان في المناطق الخاضعة للسيطرة السوفييتية. نُشرت كل من الحكايات الكاذبة والحقيقية عن الفظائع السوفييتية عبر وسائل الأخبار الرسمية ومنافذ دعاية ألمانيا النازية وعبر الشائعات التي اجتاحت السكان المدنيين والعسكريين.
بغض النظر عن امتلاكها خطط إخلاء مفصلة لبعض المناطق، أجّلت السلطات الألمانية، بما فيها غاولايتر شرق بروسيا، إريك كوش، إنفاذ الأمر حتى 20 يناير، حينما كان الأوان قد فات على إجراء إخلاء منظم، وهيمنت أعداد الراغبين بالإخلاء في النهاية على الخدمات المدنية والحزب النازي. جنبًا إلى جنبٍ مع الذعر الناجم عن سرعة التقدم السوفييتي، والمدنيين المحاصرين في وسط القتال، ومناخ الشتاء القارس، مات آلاف كثيرة من اللاجئين خلال فترة الإخلاء. تولت القوات السوفييتية السيطرة على شرق بروسيا في مايو من عام 1945 فقط. وفقًا للجنة شيدر الألمانية الغربية، كان تعداد المدنيين في شرق بروسيا عند بداية عام 1944 2.653.000 نسمة. تضمن هذا الحساب، الذي كان مبنيًا على البطاقات التموينية، النازحين من الغارات الجوية من غرب ألمانيا والعاملين الأجانب. أُجلي ما قُدر بمليوني شخص قبل نهاية الحرب، بما فيهم 500.000 في خريف عام 1944 و1.500.000 بعد يناير من عام 1945. بقي ما قُدر ب600.000 شخص في شرق بروسيا الخاضع للسيطرة السوفييتية بين أبريل ومايو من عام 1945.
وفقًا لدراسة أجرتها حكومة ألمانيا الغربية عام 1974، قُتل ما قُدر ب1% من السكان المدنيين خلال الهجوم السوفييتي، وأبلغت لجنة البحث في ألمانيا الغربية أن 31.940 مدنيًا من شرق بروسيا، الذي تضمن كلابيديا أيضًا، أُكد مصرعهم خلال الإخلاء.

## الدعاية

### الألمانية
بدأ الجيش الأحمر هجومًا على شرق بروسيا في أكتوبر من عام 1944، لكنه صُدّ مؤقتًا بعد أسبوعين. عقب ذلك، أبلغت وزارة التنوير والدعاية العامة للرايخ أن جرائم حرب قد حدثت في قرى شرق بروسيا، وبخاصة في نمرسدورف، حيث تعرض السكان للاغتصاب والقتل على أيدي السوفييت المتقدمين. نظرًا لأن المجهود الحربي النازي قد جرد المدنيين إلى حد كبير من الرجال القادرين جسديًا لصالح الخدمة في الجيش، كان ضحايا البشاعة من المسنين والنساء والأطفال بصورة رئيسة. عقب الانسحاب السوفييتي من المنطقة، أرسلت السلطات الألمانية طواقم تصوير لتوثيق ما حدث، ودعَت مراقبين أجانب ليكونوا شهودًا إضافيين. جُمع فيلم وثائقي من اللقطات التي حُصّلت خلال هذا المسعى وعُرض في صالات السينما في شرق بروسيا، بنية تصوير العزيمة المدنية والعسكرية في مقاومة السوفييت. أقنعت حملة معلومات نازية حول الفظائع في نمرسدورف، بالإضافة إلى غيرها من الجرائم المرتكبة في شرق بروسيا، بقية المدنيين بأنه لا يجب أن يقبض عليهم العدو المتقدم.

### السوفييتية
بما أن العديد من الجنود السوفييت قد فقدوا عائلاتهم وأصدقاءهم خلال الغزو الألماني والاحتلال الجزئي للاتحاد السوفييتي (نحو 17 مليون مدني بالإضافة إلى 10 ملايين جندي سوفييتي ماتوا خلال الحرب العالمية الثانية، أكثر من أي بلاد أخرى)، شعر الكثيرون برغبة في الانتقام. يُعرف قتل أسرى الحرب والمدنيين الألمان من القضايا المعروضة على المحاكم العسكرية السوفييتية، وأيضًا، وقتما تحركت القوات السوفييتية إلى شرق بروسيا، حُرر عدد كبير من الأوستأربايتر المستعبدين («العمال الشرقيين»)، وقسّت المعرفة بمعاناة الكثير من هؤلاء العمال وموتهم من سلوك الكثير من الجنود السوفييت تجاه الشرق بروسيين.
نقد ليف كوبيليف، الذي لعب دورًا في غزو شرق بروسيا، بشدةٍ الفظاعات ضد السكان المدنيين الألمان. اعتُقل جراء ذلك في عام 1945 وحُكم عليه بعشرة سنوات في معتقل جولاج بتهمة «الإنسانية البرجوازية» و«التعاطف مع العدو». خدم ألكسندر سولجنيتسين في شرق بروسيا أيضًا في عام 1945 واعتُقل لنقده جوزيف ستالين والجرائم السوفييتية في مراسلات خاصة مع صديق. حُكم على سولجنيتسين بثماني سنوات في معسكر عمل. كتب سولجنيتسين عن الفظائع: «أنت تعلم جيدًا أننا قد جئنا إلى ألمانيا لنحظى بانتقامنا» عن الجرائم الألمانية التي ارتُكبت في الاتحاد السوفييتي.

## الإخلاء

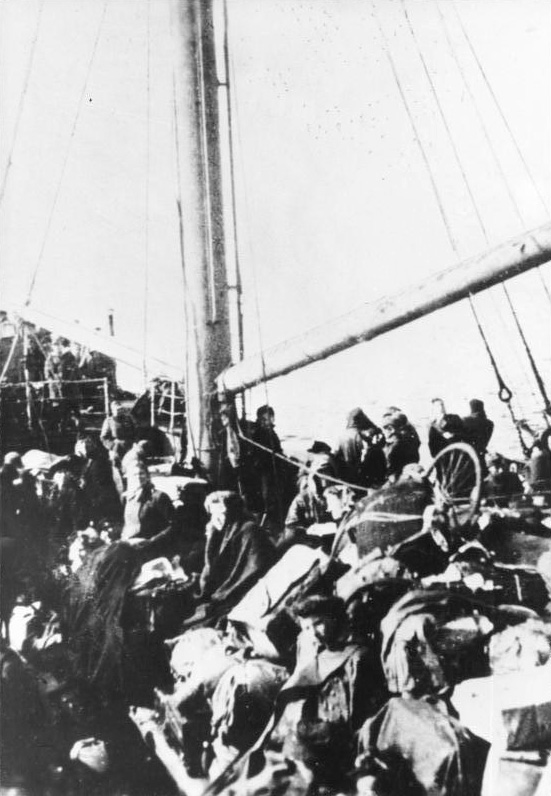
صورة من الأرشيف الفيدرالي الألماني

كانت خطط الإخلاء لأجزاء من شرق بروسيا جاهزة في النصف الثاني من عام 1944. تألفت من كلا الخطط العامة والإرشادات المخصصة للعديد من البلدات. لم تشمل الخطط المدنيين فحسب، بل شملت أيضًا الصناعة والثروة الحيوانية.
في البدء، منع إريك كوش، غاولايتر شرق بروسيا، إخلاء المدنيين (حتى 20 يناير من عام 1945) وأمر بإطلاق النار على المدنيين الذين يحاولون الفرار من المنطقة من دون إذن على الفور. كان يجري التعامل مع أي نوع من التحضيرات التي يقوم بها المدنيون على أنها تخاذل و «فيركرافتتيرسيتزونغ» (تقويض للروح المعنوية العسكرية). كان كوش والعديد غيره من الكوادر النازية من بين أوائل الفارين في إبان التقدم السوفييتي. بين 12 يناير ومنتصف فبراير من عام 1945، فر ما يقارب 8.5 مليون ألماني من المحافظات الشرقية للرايخ. كان معظم اللاجئين نساءً وأطفالًا متجهين إلى الأجزاء الغربية من ألمانيا، حاملين بضائع على وسائل مواصلات مرتجلة، مثل العربات الخشبية والعربات ذات الدولابين، ذلك أن الفيرماخت قد صادر جميع المركبات الآلية والوقود عند بداية الحرب. بعد أن وصل الجيش الأحمر إلى شاطئ هور فيستولا قرب إلبينغ في 23 يناير من عام 1945، قاطعًا الطريق البري بين شرق بروسيا والأراضي الغربية، كان الطريق الوحيد للخروج هو عبور هور فيستولا المتجمد للوصول إلى موانئ دانزيغ وغوتنهافن ليجري إخلاؤهم على متن السفن المشاركة في عملية حنبعل. لاختلاطهم مع وحدات الفيرماخت المتقهقرة، وغياب أي تمويه أو مخبأ، هوجم اللاجئون من قبل قاذفات القنابل والطائرات المقاتلة السوفييتية. سقط العديد من العربات عبر الجليد المغطي للمياه الآسنة والذي ثقبته القنابل. علاوة على ذلك، أُخليت الخيول والقائمين على رعايتها من مزارع فحول التراكينر باستخدام قطارات العربات. أُعيق الإخلاء إعاقة شديدة من قبل وحدات الفيرماخت التي سدّت الطرقات والجسور.